# Abdulmálik ad Dahámaša
Abdulmálik ad Dahámaša (hebrejsky עבד אל-מאלכ דהאמשה‎, arabsky عبد المالك دهامشة‎) je izraelský politik a bývalý poslanec Knesetu za Sjednocenou arabskou kandidátku.

## Biografie
Narodil se 4. března 1943 v Kafr Kana. Pracoval jako právník. Hovoří arabsky a anglicky. Patří do komunity izraelských Arabů.

## Politická dráha
Působil jako aktivista na podporu práv izraelských Arabů.
V izraelském parlamentu zasedl poprvé po volbách do Knesetu v roce 1996, v nichž nastupoval za koalici Mada-Ra'am. V parlamentu působil ve výboru pro ekonomické záležitosti a výboru House Committee. Mandát obhájil ve volbách do Knesetu v roce 1999 nyní již jen za stranu Ra'am tedy Sjednocená arabská kandidátka. Pracoval v petičním výboru a ve výboru House Committee. Byl místopředsedou Knesetu. Opětovně byl zvolen ve volbách v roce 2003. Působil potom jako člen parlamentního výboru pro státní kontrolu a výboru pro vědu a technologie. Nadále byl místopředsedou Knesetu.
Ve volbách do Knesetu v roce 2006 mandát neobhájil.